# アリサ・レプセルター
アリサ・レプセルター（Alisa Lepselter, 1963年 - ）は、主にウディ・アレン監督作品などを手掛ける編集技師である。
『サムシング・ワイルド』の編集をしていたクレイグ・マッケイへのインターンからキャリアが始まる。その後もセルマ・スクーンメイカーやロバート・M・ライターノのアシスタントを務めた。
ニコール・ホロフセナー監督の『Walking and Talking』（1996年）で初めて編集としてクレジットされる。『ギター弾きの恋』（1999年）以降のウディ・アレンの監督映画をすべて編集している。
2008年の『それでも恋するバルセロナ』と『ミッドナイト・イン・パリ』（2011年）でアメリカ映画編集者協会賞にノミネートされた。

## フィルモグラフィ
- Walking and Talking (1996)
- ギター弾きの恋 Sweet and Lowdown (1999)
- おいしい生活 Small Time Crooks (2000)
- スコルピオンの恋まじない The Curse of the Jade Scorpion (2001)
- さよなら、さよならハリウッド Hollywood Ending (2002)
- 僕のニューヨークライフ Anything Else (2003)
- メリンダとメリンダ Melinda and Melinda (2005)
- マッチポイント Match Point (2005)
- タロットカード殺人事件 Scoop (2006)
- ウディ・アレンの夢と犯罪 Cassandra's Dream (2007)
- それでも恋するバルセロナ Vicky Cristina Barcelona (2008)
- 人生万歳! Whatever Works (2009)
- 恋のロンドン狂騒曲 You Will Meet a Tall Dark Stranger (2010)
- ミッドナイト・イン・パリ Midnight in Paris (2011)
- ローマでアモーレ To Rome with love (2012)
- ブルージャスミン Blue Jasmine (2013)
- マジック・イン・ムーンライト Magic in the Moonlight (2014)
- 教授のおかしな妄想殺人 Irrational Man (2015)
- カフェ・ソサエティ Café Society （2016）
- 女と男の観覧車 Wonder Wheel （2017）
- サン・セバスチャンへ、ようこそ　Rifkin's Festival （2020）